# Érân
Érân est un fils de Shouthélah fils d'Éphraïm. Ses descendants s'appellent les Éranites.

## La famille d'Érân
Érân est un fils de Shouthélah fils d'Éphraïm.

## La famille des Éranites
La famille des Éranites dont l'ancêtre est Érân sort du pays d'Égypte avec Moïse,.